# Mestna avtobusna linija št. 9 (Maribor)
Mestna avtobusna linija številka 9 AP Mlinska – Zrkovci – Dogoše je ena izmed 19 avtobusnih linij javnega mestnega prometa v Mariboru. Poteka v smeri sever - vzhod - jugovzhod in povezuje središče Maribora s Taborom, Greenwichem, Pobrežjem, Zrkovci in Dogošami.

## Trasa
- smer AP Mlinska – Zrkovci – Dogoše: Mlinska ulica - Partizanska cesta - Titova cesta - Ulica heroja Bračiča - Svetozarevska cesta - Ulica kneza Koclja - Glavni trg - Stari most - Trg revolucije - Dvorakova ulica - Ulica Moše Pijada - Ljubljanska ulica - Trg revolucije - Pobreška cesta - Čufarjeva cesta - Zrkovska cesta - Zrkovci - Cesta ob lipi - Na Gorci - Cesta ob lipi - Pri vrtnariji - Svenškova ulica - Dupleška cesta.
- smer Dogoše – Zrkovci – AP Mlinska: Dupleška cesta - Svenškova ulica - Pri vrtnariji - Cesta ob lipi - Cesta ob lipi - Na Gorci - Zrkovci - Zrkovska cesta - Čufarjeva cesta - Pobreška cesta  - Trg revolucije - Stari most - Glavni trg - Ulica kneza Koclja - Svetozarevska cesta - Ulica heroja Bračiča - Titova cesta - Partizanska cesta - Mlinska ulica.

## Režim obratovanja
Linija 9 ob delavnikih  obratuje na trasi AP Mlinska – Zrkovci – Dogoše, ob sobotah pa samo na trasi AP Mlinska – Zrkovci, ob nedeljah in praznikih pa avtobus ne obratuje.